# Stanisław Myśliborski-Wołowski
Stanisław Myśliborski-Wołowski (ur. 10 lipca 1919 w Sannikach (pow. Gostynin), zm. 16 lutego 1983 w Grudziądzu) – historyk i pedagog.

## Życiorys
W czasie II wojny światowej był żołnierzem Armii Krajowej. Studia wyższe ukończył w Instytucie Historii UAM w Poznaniu, w 1965 uzyskał stopień naukowy doktora na Uniwersytecie Mikołaja Kopernika w Toruniu (promotorem pracy był prof. Witold Łukaszewicz). Od lat 50. był nauczycielem w grudziądzkich szkołach średnich, następnie dyrektorem I LO im. Bolesława Chrobrego. Napisał słowa hymnów I LO i Szkoły Podstawowej nr 18.
W 1962 został prezesem nowo utworzonego oddziału Kujawsko-Pomorskiego Towarzystwa Kulturalnego. Należał do założycieli oddziału Polskiego Towarzystwa Historycznego i wchodził w skład redakcji "Rocznika Grudziądzkiego", w którym publikował artykuły. Pisał też w czasopismach popularnonaukowych ("Mówią Wieki") i do lokalnej mutacji "Gazety Pomorskiej". Jego Szkice grudziądzkie doczekały się 3 wydań i do dziś pod wieloma względami mogą służyć jako wzór popularyzacji wiedzy o dziejach miasta.
Pochowany na cmentarzu przy ul. Cmentarnej.

## Główne prace
- Grudziądz Mikołajowi z Ryńska, Grudziądz, 1958
- Szkice Grudziądzkie, Gdynia, Wydaw. Morskie, 1964; wyd. 2, Gdańsk, Wydaw. Morskie, 1969; wyd. 3, Grudziądz, Kujawsko-Pomorskie Towarzystwo Kulturalne, 1972
- Udział Prus Zachodnich w Powstaniu Styczniowym, Warszawa, Wydaw. Min. Obrony Narodowej, 1968
- Generał Marian Langiewicz 1827-1887, Warszawa, Wydaw. Min. Obrony Narodowej, 1971
- Grudziądzkie Kopernikiana. W 450 rocznicę pobytu Mikołaja Kopernika w Grudziądzu, Grudziądz, KPTK, 1972
- Rejencja bydgoska a Powstanie Styczniowe, Warszawa, LSW, 1975